# چیچراله
چیچراله (به ایتالیایی: Cicerale) یک کومونه در ایتالیا است که در استان سالرنو واقع شده‌است.

## خصوصیات
چیچراله ۴۱٫۱۲ کیلومترمربع مساحت و ۱٬۲۳۳ نفر جمعیت دارد و ۴۷۵ متر بالاتر از سطح دریا واقع شده‌است.